# Streifenhechtling
Der Streifenhechtling (Aplocheilus lineatus) ist ein kleiner Süßwasserfisch, der in Indien in Tümpeln, Gräben und auf überschwemmten Reisfeldern beheimatet ist. Das für die Erstbeschreibung benutzte Typusmaterial stammt aus der Umgebung von Mumbai. Die Art wurde 1909 erstmals nach Deutschland eingeführt und wird hier als Aquarienfisch gehalten. Auf Englisch heißt diese Spezies Striped panchax.

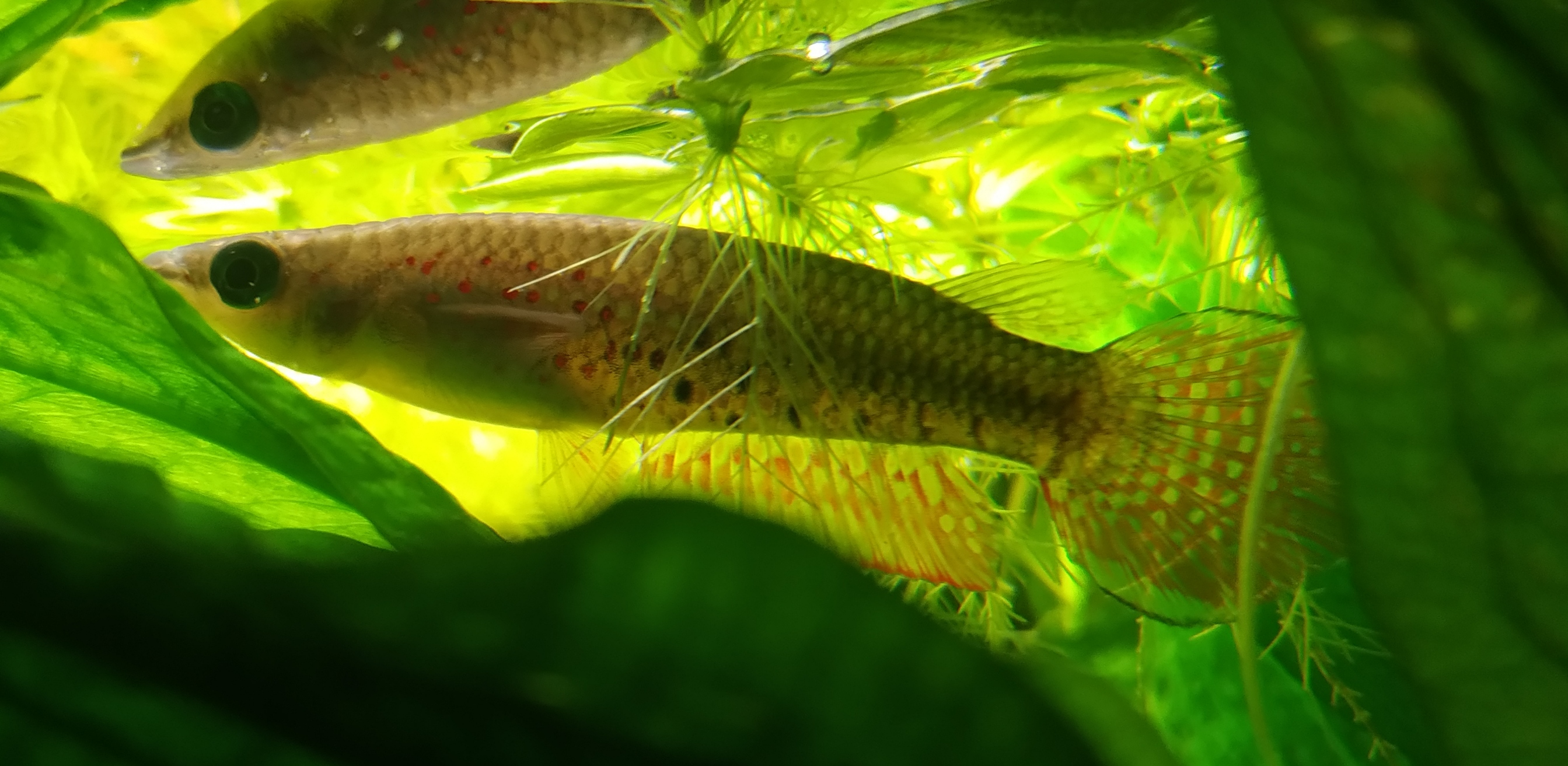
Streifenhechtling im Aquarium

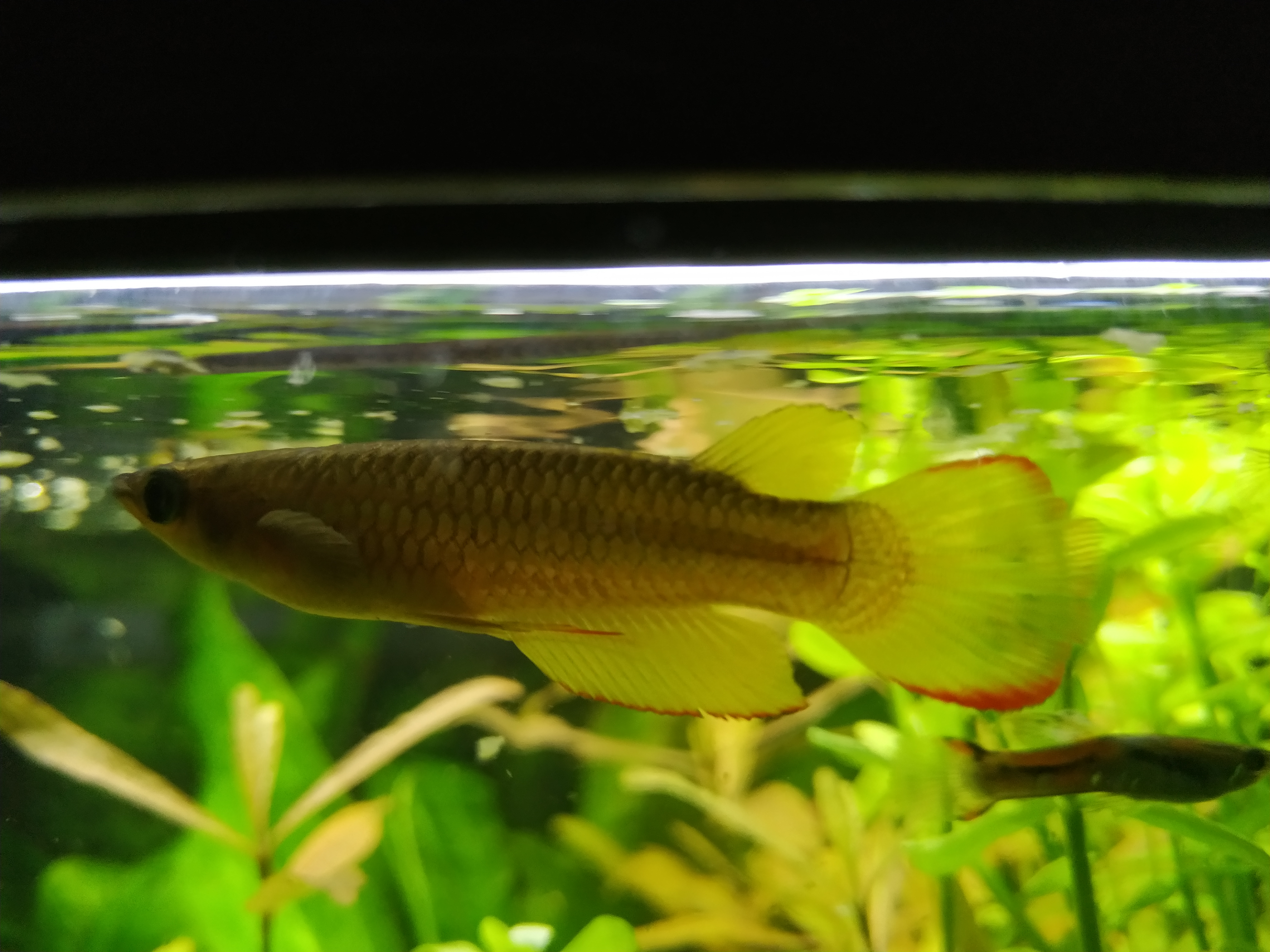
Streifenhechtling im Aquarium – Seitenansicht

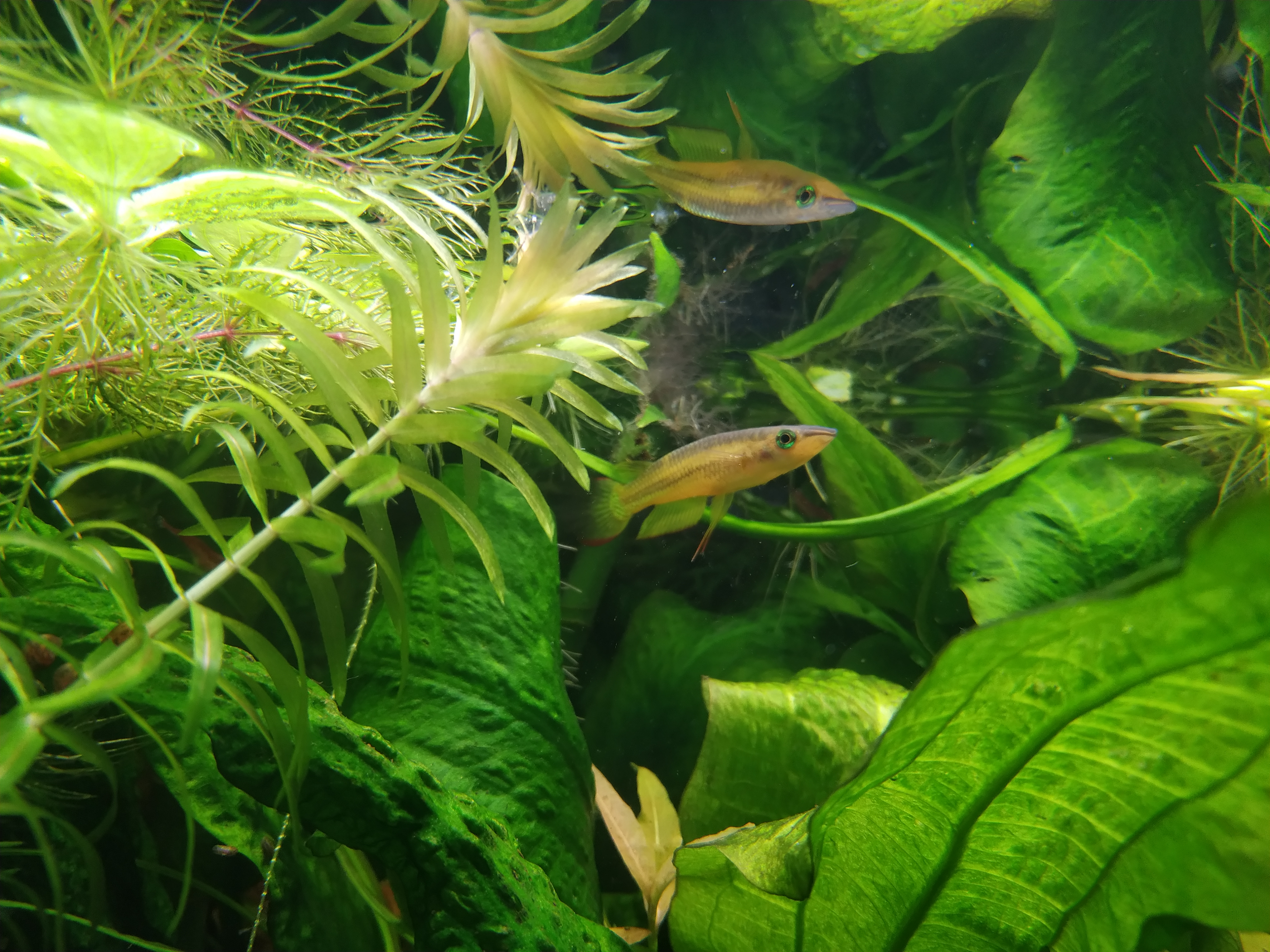
Streifenhechtling im Aquarium – oberflächennahe Lauerstellung

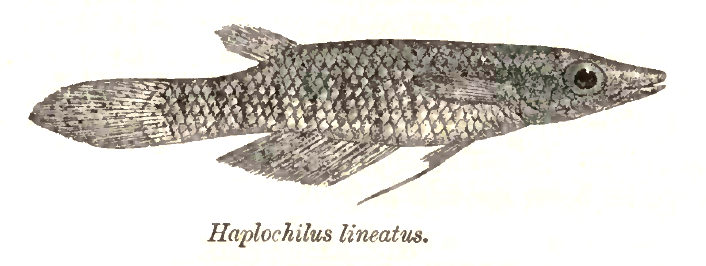
Zeichnung aus Fauna of British India des britischen Ichthyologen Francis Day

## Merkmale
Der Streifenhechtling ist ein hechtförmig gestreckter Oberflächenfisch mit oberständigem, breitem Maul und großen Augen. Männchen werden maximal 10 cm lang und sind damit die größten Vertreter der Gattung Aplocheilus. Weibchen bleiben mit einer Länge von 6 bis 7 cm kleiner. Der Streifenhechtling ist meist von helloliver Farbe, der Rücken ist grünbraun, der Bauch weißlich. Die Körperseiten weisen Längsreihen von goldgrünlichen Glanzschuppen auf. Sechs bis acht dunkle Querbinden auf dem Hinterleib führten zum Art-Epitheton lineatus (lateinisch „liniert“). Sie beginnen kurz vor der Afterflosse unterhalb der Mittellinie und werden nach hinten hin immer länger. Die letzte umfasst die gesamte Schwanzflossenbasis. Die Flossen sind gelb oder orange getönt oder transparent und oft rot gesäumt. Wie alle Aplocheilus-Arten besitzt der Streifenhechtling auf dem Kopf einen silbrigen Scheitelfleck.
- Flossenformel: Dorsale 7–9, Anale 15–17.
- Schuppenformel: mLR 32–34.

## Vorkommen
Aplocheilus lineatus stammt aus Indien (Bundesstaaten Kerala, Karnataka, Wayanad und den Westghats) und Sri Lanka. Diese Spezies lebt in einem breiten Spektrum von Habitaten. Man findet Streifenhechtlinge sowohl in Berggewässern als auch im Tiefland, in Niederungsflüssen, Sümpfen, Kleingewässern wie Tümpeln, Gräben und auf überfluteten Reisfeldern. Beschrieben wurde Aplocheilus lineatus in der Nähe von Mumbai. Seit 1960 wurde die Fischart als Neozoon in den USA und auf Hawaii eingeführt.
In ihrer Heimat werden Streifenhechtlinge häufig zur Mosquitobekämpfung eingesetzt.

## Lebensweise
Streifenhechtlinge bewegen sich wenig, sondern lauern als Oberflächenjäger, meist unter Schwimmpflanzen, auf Beute, die sie mit ihren Augen fixieren. Die Beute wird auch durch Veränderung der Wellenbewegung auf der Wasseroberfläche aufgespürt. Sie ernähren sich vor allem von Anflugnahrung (Insekten, die auf die Wasseroberfläche gefallen sind). Streifenhechtlinge fressen neben Insekten auch kleinere Fischarten, die etwa die Hälfte ihrer Körpergröße erreichen. Sie sind Kannibalen und können auch ihre Brut dezimieren. Die Fische sind ovipare Freilaicher und setzten diese in feinfiedrigen Pflanzen ab.

## Aquaristik
In der Aquaristik wird diese Fischart, die oft wegen seiner optischen Wirkung in der goldfarbenen Variante angeboten wird, auch zu den Eierlegenden Zahnkarpfen oder Killifischen gerechnet. In Gefangenschaft können Streifenhechtlinge bei artgerechter Fütterung ein Alter von vier bis fünf Jahren erreichen. Streifenhechtlinge sollten in Becken von 100 bis 200 Litern Größe gehalten werden. Der Temperaturbereich reicht von 22 bis 28 °C, bei einem pH-Wert von 6,0 bis 7,5 und einer Gesamthärte von 2–25 °dH. Er hält sich überwiegend in der oberen Wasserregion auf.
Auf eine gute Beleuchtung sollte geachtet werden. Da die Fische gerne springen, sollte das Aquarium über eine Abdeckung verfügen. Als artgerecht gilt eine Haltung von einem Männchen und mehreren Weibchen, um intraspezifische Aggression zu vermindern. Streifenhechtlinge benötigen Rückzugsmöglichkeiten in Wasserpflanzen oder in Wurzelverstecken. Da in ihrem natürlichen Lebensraum Wasserhyazinthen vorkommen, wird eine dichte Decke aus Schwimmpflanzen wie Südamerikanischer Froschbiss (Limnobium laevigatum) oder Muschelblumen (Pistia stratiotes) bevorzugt. Streifenhechtlinge haben gewisse Ansprüche an Klarheit und Sauberkeit des Wassers, welches stets gut gefiltert sein sollte. Wasserwechsel sollten regelmäßig durchgeführt werden.
In Aquarien können Streifenhechtlinge mit Fruchtfliegen, Mückenlarven, Tubifex und sehr klein gehacktes Fleisch gefüttert werden. Daneben kann auch Trockenfutter verwendet werden.
Eine Nachzucht unter künstlichen Bedingungen ist möglich.